# 最美的天使
《最美的天使》是一首歌曲，發佈於2020年2月。歌曲由青島市文化館的張舒展作詞、劉冰作曲，兩人共同演唱。歌曲致敬COVID-19期间前线工作人員。